# 萨克奈
萨克奈（法語：Sacquenay，法語發音：[saknɛ]）是法国科多尔省的一个市镇，位于该省东北部边境，与上马恩省相邻，属于第戎区。

## 地理
萨克奈（47°35'33"N, 5°19'21"E）面积22.13 平方千米，位于法国勃艮第-弗朗什-孔泰大區科多尔省，该省份为法国中东部省份，北起奥布省，西接涅夫勒省和约讷省，南至索恩-卢瓦尔省，东南接汝拉省，东临上索恩省，东北部与上马恩省接壤。
与萨克奈接壤的市镇（或旧市镇、城区）包括：屈塞、绍姆和库尔尚、沙泽伊、方丹弗朗赛斯、奥克塞。
萨克奈的时区为UTC+01:00、UTC+02:00（夏令时）。

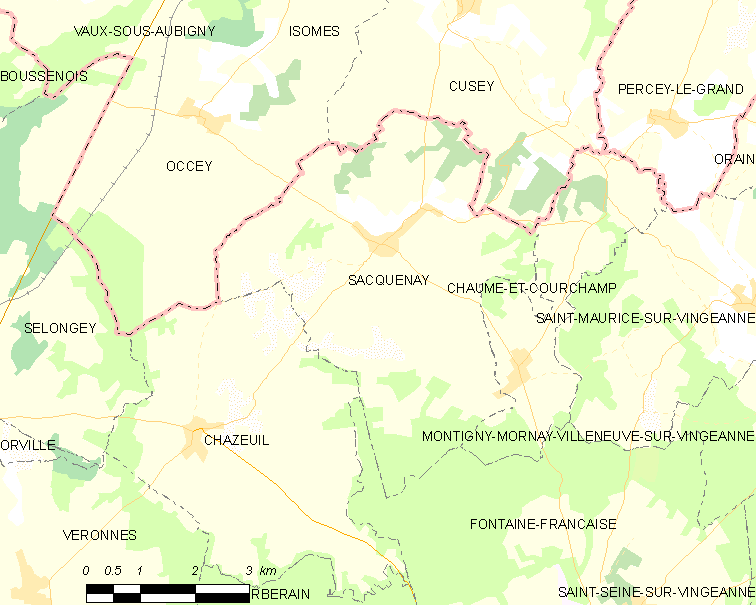
萨克奈的OSM定位图

## 行政
萨克奈的邮政编码为21260，INSEE市镇编码为21536。

## 政治
萨克奈所属的省级选区为蒂耶河畔伊斯县。

## 交通
科多尔省省道D27A线、D28线和D28E线在境内交汇。

## 人口

1962-2008年间萨克奈人口变化图示

萨克奈于2022年1月1日时的人口数量为287人。